# Orskov Mk V
Der Containerschiffstyp Orskov Mk V wurde in einer Serie von drei Einheiten gebaut.

## Einzelheiten
Die Baureihe Orskov Mk V der Fredrikshavner Ørskov Christensen Stålskibsværft wurde in den Jahren 1990 bis 1992 für die Kopenhagener Reederei Knud I. Larsen gebaut. Die Schiffe sind als Mehrzweck-Containerschiffe mit ganz achtern angeordnetem Deckshaus und bordeigenen Kränen ausgelegt. In der Hauptsache wurden sie im Containertransport eingesetzt. Die Kapazität beträgt 724 TEU. Die Schiffe der Serie verfügen über zwei an Backbordseite angebrachte Kräne mit jeweils 40 Tonnen Tragkraft.
Der Antrieb der Schiffe besteht aus einem MaK-Viertakt-Dieselmotor des Typs 8 M552C mit einer Leistung von 5400 kW. Der Motor treibt einen Wellengenerator und den Festpropeller an und ermöglicht eine Geschwindigkeit von 16,5 Knoten. Weiterhin stehen drei Hilfsdiesel des Herstellers Mitsubishi und ein Notdiesel-Generator zur Verfügung. Die An- und Ablegemanöver wurden durch ein Bugstrahlruder unterstützt.

## Bauliste
| Orskov-Mk-V-Containerschiffe | Orskov-Mk-V-Containerschiffe | Orskov-Mk-V-Containerschiffe | Orskov-Mk-V-Containerschiffe | Orskov-Mk-V-Containerschiffe |
| Bauname                      | Bau- nummer                  | IMO- Nummer                  | Ablieferung                  | Umbenennungen und Verbleib |
| ---------------------------- | ---------------------------- | ---------------------------- | ---------------------------- | --- |
| Maersk Primo                 | 182                          | 8914544                      | 16. August 1991              | Kiellegung als Lotte Sif, 1991 Maersk Euro Primo, 1998 P&O Nedlloyd Cyclops, 1998 Lotte Sif, 1998 Vento di Tramontana, 1999 Lotte Sif, 2000 Kenza, 2015 Confidant, 2015 Orca, 2019 Orcal, ab 24. Mai 2019 bei Virendra & Company in Alang verschrottet |
| Maersk Euro Tertio           | 183                          | 8914556                      | 22. Dezember 1991            | Kiellegung als Hanne Sif, 1994 Hanne Sif, 1995 Elisabeth Delmas, 1996 Vento di Ponente, 1996 Hanne Sif, 1999 Selfoss, 2016 Span Asia 27, 2024 Asia, ab 24. September 2024 in Alang verschrottet.                                                       |
| Maersk Euro Quarto           | 184                          | 8914568                      | 28. Februar 1992             | Kiellegung als Maersk Forto, 2001 Bruarfoss, 2018 Span Asia 31, 2020 so in Fahrt. |
| Daten: Miramar               |                              |                              |                              | |